# Cimetière militaire canadien de Bretteville-sur-Laize
Le cimetière militaire canadien de Bretteville-sur-Laize est un cimetière militaire canadien de la Seconde Guerre mondiale, situé non loin de Bretteville-sur-Laize, sur le territoire de la commune de Cintheaux, dans le département du Calvados, près de Caen en Normandie.

## Soldats enterrés
2 793 soldats du 2e Corps d'armée canadien, tués lors des dernières semaines (juillet-août 1944) de la bataille de Normandie au sud de Caen (Saint-André-sur-Orne, Saint-Martin-de-Fontenay), et notamment lors des combats de la poche de Falaise, y reposent, dont Gérard Doré tué le 23 juillet 1944 sur la crête de Verrières lors de l'opération Spring et considéré comme le plus jeune soldat allié tué sur le front de l'Ouest pendant la Seconde Guerre mondiale, à l'âge de 16 ans et 11 mois. 79 aviateurs de la RCAF (Aviation royale du Canada), 91 soldats inconnus, 80 soldats britanniques, 4 australiens, 1 néo-zélandais et 1 français y reposent également.
La plupart des soldats canadiens tués lors du débarquement à Juno Beach et du début de la bataille de Normandie en juin 1944 reposent, eux, au cimetière militaire canadien de Bény-sur-Mer.

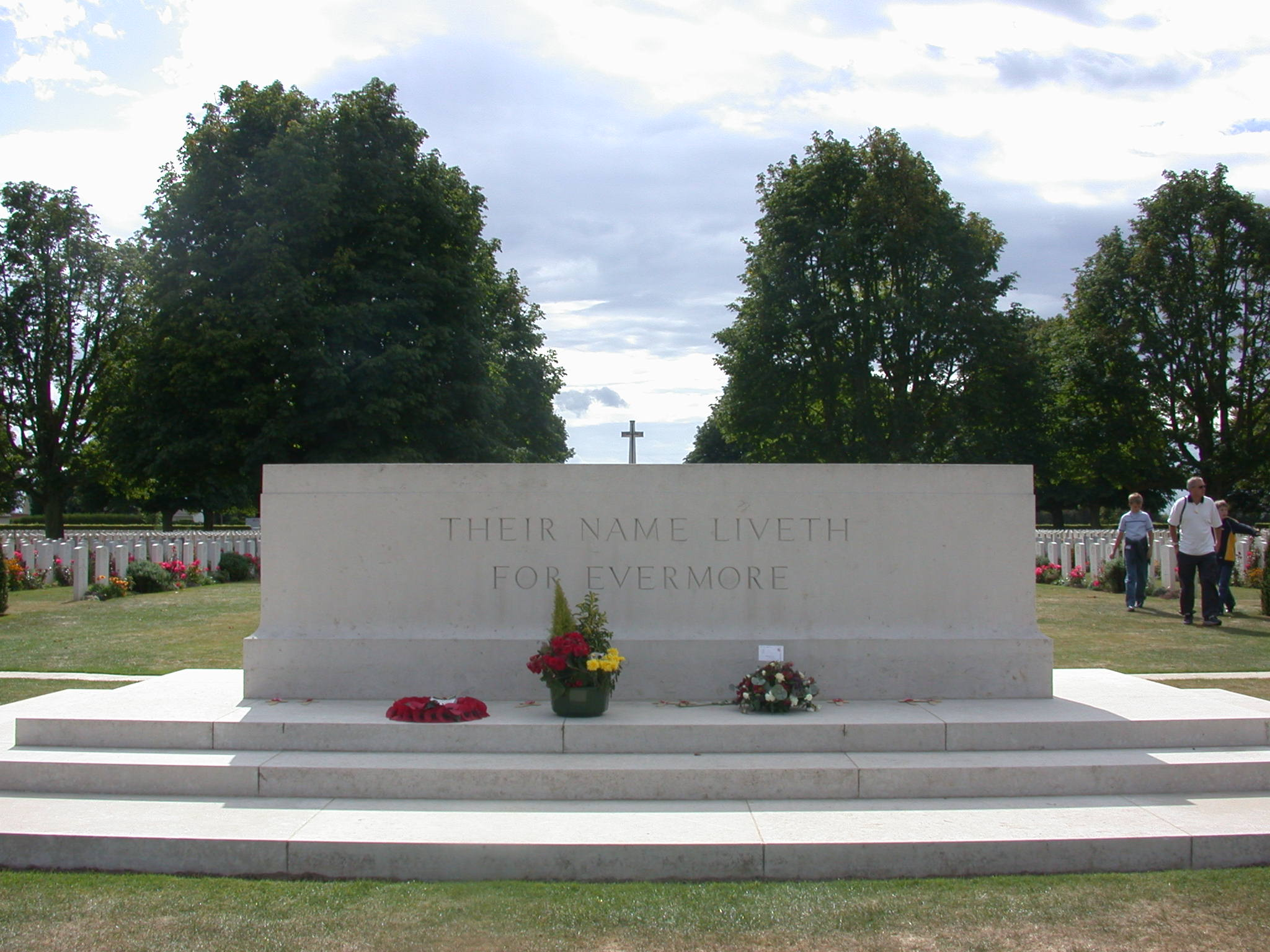
Le mémorial du cimetière.

## Localisation
Ce cimetière est situé en bordure de la route entre Caen et Falaise, à environ 14 km au sud de Caen et 600 mètres au nord du village de Cintheaux dont il se trouve sur la commune, limitrophe de la commune de Bretteville-sur-Laize.